# Anders Bolling
Per Erik Anders Bolling, född 1 augusti 1963, är en svensk journalist och författare.

## Utbildning
Anders Bolling studerade kulturgeografi vid Högskolan i Växjö 1986–1988 och utbildade sig till journalist på Göteborgs universitet 1988–1990. 

## Arbetsliv
Bolling var 1998–2020 reporter på Dagens Nyheter, där han rapporterade om klimat. Han skrev i september 2021 att frågan har blivit svartvit har mycket att göra med dramaberoende medielogik och den symbiotiska dans som pågår mellan politiker, aktivister och journalister.